# Geoffrey Forrest Hughes
Pour les articles homonymes, voir Geoffrey Hughes et Hughes.
Geoffrey Forrest Hughes, né le 12 juillet 1895 et mort le 13 septembre 1951, est un aviateur australien et un as de la Première Guerre mondiale. Il remporte 11 victoires aériennes et est décoré de la Croix militaire pour sa bravoure. Après avoir été décoré de l'Air Force Cross après la guerre, il retourne en Australie et termine ses études universitaires. Il devient un homme d'affaires et un avocat dans un cabinet familial tout en conservant ses intérêts pour l'aviation. De 1925 à 1934, il est président du Royal Australian Aero Club, et est en grande partie responsable du soutien du gouvernement au club. Malgré ses préoccupations commerciales, il reprend ses activités militaires pendant la Seconde Guerre mondiale. Il commande une école d'aviation et atteint le rang de group captain avant de rendre sa commission en avril 1943. Après la fin de la guerre, il se tourne vers la vie publique et le monde politique.

## Jeunesse
Geoffrey Forrest Hughes nait dans la banlieue de Sydney, à Darling Point, le 12 juillet 1895,. Il est le deuxième fils de Thomas Hughes (en), avocat et futur lord-maire de Sydney (en), et de Louisa (née Gilhooley). Il est d'origine irlandaise des deux côtés, avec des racines dans le comté de Roscommon. Il fait ses études secondaires au Saint Ignatius College, avant d'entreprendre un Bachelor of Arts à l'université de Sydney à partir de 1914. En juin de la même année, il est commissionné comme officier dans le 26e régiment d'infanterie, dans l'armée de réserve australienne. Dans sa jeunesse, il acquiert un vif intérêt pour l'aviation, ce qui le conduit à postuler pour l'Australian Flying Corps ; sa candidature n'est pas retenue.

## Première Guerre mondiale
En mars 1916, Geoffrey Hughes suspend ses études et se rend au Royaume-Uni, où il s'engage dans le Royal Flying Corps et est nommé second lieutenant le 3 juin. Il est affecté à l'instruction en vol et, après avoir obtenu son diplôme de pilote, il est nommé flying officer le 28 juillet. Plus tard cette année-là, il est affecté au No. 10 Squadron RFC en France. Pilotant des biplans Armstrong Whitworth F.K.8, l'unité effectue des missions de coopération avec les troupes terrestres alliées sur le front occidental. À peu près au même moment où Hughes s'engage dans le Royal Flying Corps, son frère aîné, Roger Forrest Hughes, reçoit une commission dans le Royal Australian Army Medical Corps (en) de la première force impériale australienne,. Affecté au service sur le front occidental, il est mortellement blessé par un obus d'artillerie dans la matinée du 11 décembre 1916 ; Geoffrey est aux côtés de Roger lorsque ce dernier meurt de ses blessures plus tard dans la journée,.
Après avoir terminé son service au sein du No. 10 Squadron, Geoffrey Hughes retourne au Royaume-Uni en février 1917. Pendant les dix mois suivants, il est affecté à des tâches dans des installations et des unités d'entraînement au vol en Angleterre. Il est promu captain temporaire le 29 juillet. Pendant cette période, les lettres qu'il envoie à ses parents critiquent les efforts anti-conscription des catholiques australiens, menés par l'archevêque Daniel Mannix (en).
En 1918, il retourne en France pour piloter un chasseur Bristol F.2 pour le No. 62 Squadron RFC (en). Le 17 février, Hugh Claye (en) et lui sont les premiers à combattre pour le nouvel escadron ; quatre jours plus tard, ils remportent la première victoire de l'unité. L'équipage Hughes/Claye continue d'accumuler les victoires ; ils deviennent des as lors d'une bataille aérienne notable le 13 mars 1918. Ils sont à la tête d'une formation de 11 Bristol Fighter lorsqu'ils sont entraînés dans un combat inégal pour sauver un camarade d'escadron. Malgré une probabilité de combat d'environ quatre contre un, Geoffrey Hughes et Hugh Claye sont crédités de deux des six victoires du No. 62 Squadron ce jour-là. Geoffrey Hughes est promu captain le 1er avril 1918. Il est cité deux fois dans les dépêches et reçoit la Croix militaire. La London Gazette, indique, le 13 mai 1918 :

« ...Alors qu'il dirige sa formation au-dessus des lignes ennemies, il est attaqué par douze appareils ennemis, dont il en abat deux. Le jour suivant, alors qu'il est à la tête d'une patrouille, il attaque sept triplans ennemis, en abat un, le mettant hors de contrôle et en force trois autres à atterrir. Une autre fois, alors qu'il est à la tête d'une patrouille, il est attaqué par un grand nombre d'éclaireurs ennemis ; grâce à son habileté, son observateur réussit à abattre l'un des appareils ennemis, qui se brise en l'air. Il fait toujours preuve du plus grand sang-froid et du plus grand courage dans l'action, et, en tant que commandant de vol, dirige sa formation avec un courage et une détermination splendides. »

Geoffrey Hughes est de nouveau retiré du combat pour des fonctions de formation en Angleterre.

## Liste des victoires aériennes
Les victoires non confirmées notées "n/c" :
| No. | Date/heure              | Avion        | Ennemi           | Résultat                                 | Emplacement                         | Remarques |
| --- | ----------------------- | ------------ | ---------------- | ---------------------------------------- | ----------------------------------- | --- |
| 1   | 21 février 1918         | Bristol F.2b | biplace allemand | Détruit                                  | Aux alentours d'Armentières, France | Observateur/mitrailleur : Hugh Claye                                                                                           |
| 2   | 10 mars 1918            | Bristol F.2b | Albatros D.V     | Détruit                                  |                                     | Observateur/mitrailleur : Hugh Claye                                                                                           |
| 3   | 10 mars 1918            | Bristol F.2b | Albatros D.V     | Abattu, hors de contrôle                 |                                     | Observateur/mitrailleur : Hugh Claye                                                                                           |
| 4   | 11 mars 1918            | Bristol F.2b | Fokker Dr.I      | Renversé hors de contrôle                |                                     | Observateur/mitrailleur : Hugh Claye                                                                                           |
| n/c | 11 mars 1918            | Bristol F.2b | Fokker Dr.I      | Obligé d'atterrir                        |                                     | Observateur/mitrailleur : Hugh Claye                                                                                           |
| n/c | 11 mars 1918            | Bristol F.2b | Fokker Dr.I      | Obligé d'atterrir                        |                                     | Observateur/mitrailleur : Hugh Claye                                                                                           |
| n/c | 11 mars 1918            | Bristol F.2b | Fokker Dr.I      | Obligé d'atterrir                        |                                     | Observateur/mitrailleur : Hugh Claye                                                                                           |
| 5   | 13 mars 1918 à 10 h 30  | Bristol F.2b | Pfalz D.III      | Abattu, hors de contrôle ; pilote touché | Est de Cambrai, France              | Observateur/mitrailleur : Hugh Claye                                                                                           |
| 6   | 13 mars 1918 à 10 h 30  | Bristol F.2b | Fokker Dr.I      | Détruit                                  | Est de Cambrai, France              | Observateur/mitrailleur : Hugh Claye ; victoire sur Lothar von Richthofen partagée avec Augustus Orlebar dans un Sopwith Camel |
| 7   | 12 avril 1918 à 14 h 20 | Bristol F.2b | Albatros D.V     | Abattu, hors de contrôle                 | Au sud du Bois du Biez              | Observateur/mitrailleur : Hugh Claye                                                                                           |
| 8   | 12 avril 1918 à 15 h 0  | Bristol F.2b | LVG deux places  | Incendié dans les airs ; détruit         | Auchy-les-Mines, France             | Observateur/mitrailleur : Hugh Claye                                                                                           |
| 9   | 22 avril 1918 à 10 h 30 | Bristol F.2b | Fokker D.VII     | Abattu, hors de contrôle                 | Forêt de Nieppe                     | Observateur/mitrailleur : Hugh Claye                                                                                           |
| 10  | 22 avril 1918 à 10 h 30 | Bristol F.2b | Fokker D.VII     | Abattu, hors de contrôle                 | Forêt de Nieppe                     | Observateur/mitrailleur : Hugh Claye                                                                                           |
| 11  | 10 mai 1918 à 18 h 35   | Bristol F.2b | Biplace Rumpler  | Abattu, hors de contrôle                 | Entre Combles et Péronne, France    | Observateur/mitrailleur : Hugh Claye                                                                                           |

## L'entre-deux-guerres
Geoffrey Hughes reste en Angleterre pendant un certain temps après la fin de la guerre, pour former des recrues. Le 3 juin 1919, la Gazette fait mention de son Air Force Cross.
Après avoir été libéré de ses obligations militaires, il passe un Bachelor of Arts à l'université de Sydney, dont il sort diplômé en 1920. Il épouse Margaret Sealy Vidal, anglicane et fille d'un ecclésiastique anglais, à l'église Saint Canice de Darlinghurst le 8 janvier 1923. Il obtient ensuite un Bachelor of Laws avec mention très bien le 17 mai 1923. Il devient avocat et rejoint le cabinet juridique familial. Son fils, Robert Hughes (1938-2012), est un critique d'art influent.
Geoffrey Hughes continue à s'intéresser à l'aviation, devenant président du Royal Aero Club de Nouvelle-Galles du Sud de 1925 à 1934. Il contribue à obtenir le soutien du gouvernement pour le club, au motif qu'il fournirait des pilotes à des fins militaires et civiles. Il est l'un des trois membres d'une commission d'enquête sur l'atterrissage forcé du Kookaburra lors d'un vol longue distance le 29 mars 1929 pour tenter de secourir l'équipage du Southern Cross. Le rapport de la commission, publié le 25 juin 1929, ne se contente pas d'explorer les causes de l'accident, mais contient également des recommandations pour améliorer les communications radio et fournir des rations d'urgence suffisantes à bord pour assurer la survie de l'équipage lors de futurs accidents. Le 5 septembre 1936, le Sydney Morning Herald rapporte que Geoffrey Hughes est devenu directeur de la United Insurance Co Limited.

## Seconde Guerre mondiale et au-delà
En juillet 1940, Geoffrey Hughes reprend le service militaire, étant nommé flying officer dans la Royal Australian Air Force. Le 13 août 1940, il est nommé pour occuper un siège vacant au conseil d'administration de la Commercial Banking Company of Sydney (en). Classé temporairement wing commander en 1941, il commande l'école de pilotage de Narrandera. Lorsqu'il renonce à sa commission en avril 1943 pour mettre fin à sa carrière militaire, il a atteint le grade de group captain par intérim.

## Carrière commerciale et publique
Geoffrey Hughes devint un homme d'affaires de premier plan, ayant des liens avec les entreprises dans lesquelles son père avait des intérêts. Le jeune Hughes devient directeur de la United Insurance Company, de la Commercial Banking Company of Sydney (en) et de l'Australia Hotel Company Ltd, ainsi que président de Tooheys Ltd et de Tooheys Standard Securities Ltd. Il est président du conseil d'administration de la brasserie Tooheys (en) et associé principal du cabinet d'avocats Hughes, Hughes et Garvin. Ses intérêts commerciaux le conduisent à la vie politique en tant qu'opposant aux politiques de nationalisation des banques du Premier ministre d'après-guerre, Ben Chifley. Il refuse de siéger au conseil d'administration de Qantas Empire Airways Ltd. En dehors de la politique, il devient membre du conseil du Sancta Sophia College (en). Il devient également membre de l'Australian Club (en), très en vue sur le plan social, ainsi que du Royal Sydney Golf Club (en).

## Décès
Geoffrey Forrest Hughes décède d'un cancer du poumon et d'une pneumonie à l'hôpital de Lewisham (en) le 13 septembre 1951, à l'âge de 56 ans. Sa femme, sa fille et ses trois fils lui survivent,. Il est enterré dans la section catholique du cimetière de Waverley.

## Collections d'archives et en ligne
- Journal de Geoffrey Forrest Hughes, 1919, disponible en ligne à la State Library of New South Wales (en), MLMSS 1222/Box 6/Item 6
- Journal de Geoffrey Forrest Hughes, 1918, disponible en ligne à la State Library of New South Wales, MLMSS 1222/Box 6/Item 5
- Journal de Geoffrey Forrest Hughes, 1917, disponible en ligne à la State Library of New South Wales, Item 04: Geoffrey Forrest Hughes diary, 1917
- Journal de Geoffrey Forrest Hughes, 1913, disponible en ligne MLMSS 1222/Box 6/Item 3
- Papiers personnels de Geoffrey Hughes, 1901–1944, State Library of New South Wales, MLMSS 1222/vol. 4/pp. 31-132